# Frank Reynolds (artiste)
Pour les articles homonymes, voir Reynolds.
Frank Reynolds, né le 13 février 1876 à Londres et mort en 18 avril 1953, est un illustrateur britannique.

## Biographie
Lui-même fils d'un artiste, il fait ses études à l'école des beaux-arts de Heatherley. Un de ses dessins intitulé A provincial theatre company on tour (« Une compagnie de théâtre de province en tournée ») est publié dans The Graphic le 30 novembre 1901. En 1906, il fait ses débuts dans Punch et y collabore régulièrement pendant la Première Guerre mondiale. Il se fait connaître par ses nombreuses illustrations de plusieurs livres de Charles Dickens, parmi lesquels David Copperfield (1911), Les Papiers posthumes du Pickwick Club (1912) et Le Magasin d'antiquités (1913). Il succède à F. H. Townsend comme directeur artistique de Punch.
C'est aussi un aquarelliste et un peintre prolifique, membre de l'Institut royal des peintres aquarellistes (en) à partir de 1903. L'une de ses œuvres les plus remarquables s'intitule Jingle.
Il a notamment contribué aux journaux suivants The London Magazine, The Sketch, Windsor Magazine, The Illustrated London News.
En France, dans le petit salon de La Grenouillère, restaurant du chef étoilé d'Alexandre Gauthier, situé à La Madelaine-sous-Montreuil, on peut encore contempler aujourd'hui des fresques mettant en scène des grenouilles, qu'il réalisa dans les années 1920.